# El folklore de Chile, vol. II – Violeta Parra acompañándose en guitarra
El folklore de Chile, vol. II – Violeta Parra acompañándose en guitarra, también conocido como El folklore de Chile Volumen 2, Violeta Parra acompañada de guitarra y Violeta Parra y su guitarra, es el segundo álbum larga duración de Violeta Parra, folclorista y música chilena editado por el sello Odeón. El disco fue grabado entre marzo y abril de 1958 y editado en septiembre del mismo año.
Luego del regreso de Violeta desde Europa en 1957, la folclorista graba su primer long play, con temas y motivos provenientes de sus investigaciones folclóricas. Esta nueva grabación, según las notas del disco, escritas por Raúl Aicardi, es el resultado de un año de trabajo de recopilación de material, en que la artista había formado el Museo de Música Popular Chilena en la Universidad de Concepción. La ilustración de la portada del disco original fue realizada por el pintor chileno Julio Escámez. Las notas del disco detallan a los informantes de cada canción, entregando además una breve explicación del estilo de cada una de ellas.
Al igual que su disco anterior, este álbum reúne una mayoría de canciones recopiladas en el campo chileno (principalmente en la zona central) con composiciones propias, que siguen los formatos de la música folclórica.
Entre las 16 canciones que componen el disco, sólo una ("Viva Dios, viva la Virgen") había sido grabada para los discos franceses de Le Chant du Monde, editados en 1956.

## Lista de canciones
- Todos los temas del folclore chileno, excepto donde se indique.
- Todos los temas interpretados por Violeta Parra en voz y guitarra, además de percusión en el tema n° 1 del Lado B.

| Lado A |                                                   |               |          |  |
| N.º    | Título                                            | Escritor(es)  | Duración |  |
| 1.     | «Verso por el rey Asuero» (Canto a lo divino)     |               | 3:10     |  |
| 2.     | «Adiós corazón amante» (Tonada maulina)           |               | 3:03     |  |
| 3.     | «Bella joven» (Vals)                              |               | 2:04     |  |
| 4.     | «Ya me voy a separar» (Tonada punteada)           |               | 4:25     |  |
| 5.     | «Verso por las doce palabras» (Canto a lo divino) |               | 3:40     |  |
| 6.     | «Viva Dios, viva la Virgen» (Parabienes)          |               | 2:41     |  |
| 7.     | «La muerte con anteojos» (Canto a lo humano)      | Violeta Parra | 4:35     |  |
| 8.     | «Niña hechicera» (Mazurca)                        |               | 2:30     |  |

| Lado B |                                              |                              |          |  |
| N.º    | Título                                       | Escritor(es)                 | Duración |  |
| 1.     | «Cueca larga de los Meneses» (Cueca)         | Nicanor Parra, Violeta Parra | 4:27     |  |
| 2.     | «Amada prenda» (Tonada de coleo)             |                              | 2:37     |  |
| 3.     | «Verso por desengaño» (Canto a lo humano)    | Violeta Parra                | 5:00     |  |
| 4.     | «La petaquita» (Mazurca)                     |                              | 2:16     |  |
| 5.     | «Tonada del medio» (Tonada)                  |                              | 2:23     |  |
| 6.     | «Verso por padecimiento» (Canto a lo divino) |                              | 2:40     |  |
| 7.     | «Tonada por ponderación» (Canción punteada)  |                              | 2:35     |  |
| 8.     | «Yo también quiero casarme» (Polka)          |                              | 3:06     |  |

## Detalles
- La "Cueca larga de Los Meneses" corresponde a una musicalización de parte del poema «La cueca larga», publicado por Nicanor Parra en el libro homónimo de 1958. De este mismo libro, Violeta musicalizaría posteriormente «El chuico y la damajuana».
- "Niña hechicera" y "La petaquita" son mazurcas cantadas a Violeta por su madre, Clarisa Sandoval.[5]
- El verso por sabiduría "Verso por el rey Asuero" le fue entregado a Violeta por Emilio Lobos, cantor de velorios de Santa Rita de Pirque,[5] episodio que se relata en su libro Cantos Folklóricos Chilenos.
- Florencia Durán de Alto Jahuel, en Buin, que había entregado cuatro canciones del primer disco de Violeta, aparece acá como informante en "Bella joven".[5]
- "Adiós corazón amante" fue entregada a Violeta por Berta Gajardo, cantora "de las orillas del Maule".[5]
- "Ya me voy a separar" fue recogida por Violeta de manos de Elena Saavedra, de Lautaro.[5]
- "Verso por las doce palabras" fue entregada a Violeta por Alberto Cruz, de Salamanca, en el valle del Choapa.[5] Este episodio se relata en Cantos Folklóricos Chilenos.
- La informante de "Viva Dios, viva la Virgen", doña Margarita, de San Javier, no quiso entregar su nombre por temor a que "la mentaran por radio".[5]
- "Amada prenda" fue recogida por Violeta en Villarrica, de manos de María Rivas Perales.
- "Tonada del medio" fue extraída de un cancionero manuscrito que Violeta encontró en San Vicente de Tagua Tagua, en casa de doña Margarita Rosas.[5]
- "Verso por padecimiento" proviene de Liquiñe, poblado cercano a Valdivia, y su informante fue la señora Coranina Gallardo.[5]
- "Tonada por ponderación" fue descubierta en Lautaro y cantada allí por doña Elena Saavedra.[5]
- "Yo también quiero casarme" fue cantada a Violeta por doña Laura Bastida, en Millahue, al interior de Concepción.[5]
- El tema "La muerte con anteojos" está dedicado al pintor Julio Escámez, amigo de la artista que además dibujó la portada del disco.

## Ediciones posteriores
Existe una reedición de 2010 con distinta portada y sin las notas explicativas, que se encuentra disponible en el mercado. Entre las compilaciones de EMI, algunas incluyen temas pertenecientes a este disco.

### Recopilatorios de EMI
Algunas de las recopilaciones editadas por EMI en CD que incluyen canciones de este disco, son: 
- El folklore y la pasión (1994) incluye "La petaquita" y "Tonada por ponderación".[6]
- Haciendo Historia: La jardinera y su canto (1997) incluye "La muerte con anteojos", "Verso por desengaño" y "Cueca larga de los Meneses".[7]
- El box set Antología Violeta Parra (2012) incluye 15 de los 16 temas del disco, sólo exceptuándose la polka "Yo también quiero casarme". No obstante, "Amada prenda" se presenta en una versión alternativa (rasgueada, por oposición a la versión punteada que aparece en el long play original). Esta versión alternativa se supone perteneciente a las mismas sesiones de grabación.[8]

### Reedición 2010
Con motivo de la reedición de una gran parte de la discografía de la folclorista en la compilación Obras de Violeta Parra: Musicales, Visuales y Poéticas lanzada durante 2010, este disco fue relanzado al mercado en formato CD, con idéntico repertorio, aunque con el título Violeta Parra y Su Guitarra, nueva carátula y nuevas notas del periodista David Ponce.